# Alberto Ongarato
Alberto Ongarato (Padova, 24 luglio 1975) è un ex ciclista su strada italiano, professionista dal 1998 al 2011.
Buon passista, dotato anche di un discreto spunto veloce, è stato a lungo un componente essenziale del "treno" che tirava le volate ad Alessandro Petacchi.

## Carriera
Passato professionista nel 1998 con la Ballan, nel 2000 va alla Mobilvetta-Rossin diretta da Stefano Giuliani; proprio nel 2000 ottiene il primo successo da pro, in una tappa della Volta a Portugal. Nel 2002 veste la casacca De Nardi-Pasta Montegrappa, facendo sua una tappa alla Clásica de Alcobendas, mentre l'anno successivo è alla Domina Vacanze-Elitron di Mario Cipollini; oltre a contribuire ad alcuni dei successi del "Re Leone" si classifica quarto alla Gand-Wevelgem.
Dal 2004 al 2009 è quindi alla corte di un altro velocista, Alessandro Petacchi, prima alla Fassa Bortolo, poi, dal 2006 al 2008, al Team Milram, e infine, nel 2009, alla LPR Brakes-Farnese Vini. In queste sei stagioni partecipa più volte al Giro d'Italia e alla Vuelta a España; riesce inoltre ad ottenere alcune vittorie, tra cui un'altra tappa alla Volta a Portugal, e piazzamenti di rilievo come il quinto posto alla Parigi-Tours 2005.
Nella stagione 2010, rimasto senza squadra dopo lo scioglimento della LPR, si accasa al team olandese Vacansoleil. Con questa formazione gareggia per due anni, fino al termine del 2011.

## Palmarès
- 1997 (Dilettanti, una vittoria)

Trofeo Adolfo Leoni - Memorial Lorenzo Aguzzi
- 1998 (Ballan, una vittoria)

4ª tappa Giro d'Abruzzo (Atri > Atri)
- 2000 (Mobilvetta Design, una vittoria)

12ª tappa Volta a Portugal (Fundão > Portalegre)
- 2002 (De Nardi, una vittoria)

1ª tappa Clásica de Alcobendas (Alcobendas > Collado Villalba)
- 2004 (Fassa Botrolo, una vittoria)

9ª tappa Volta a Portugal (Figueira da Foz > Alcobaça)
- 2005 (Fassa Bortolo, due vittorie)

2ª tappa Tour de Luxembourg (Colmar > Leudelange)
5ª tappa Tour de la Région Wallonne (Wanze > Namur)
- 2010 (Vacansoleil, una vittoria)

Profronde van Drenthe

## Piazzamenti

### Grandi Giri
- Giro d'Italia

2000: 90º
2001: 115º
2003: fuori tempo massimo (18ª tappa)
2004: 109º
2005: 99º
2006: 130º
2007: ritirato (10ª tappa)
2008: 130º
2011: 145º
- Tour de France

2007: ritirato (12ª tappa)
- Vuelta a España

2004: ritirato (17ª tappa)
2005: 78º
2006: 131º
2007: 136º

### Classiche monumento
- Milano-Sanremo

2001: 126º
2007: 77º
2008: 79º
2009: 85º
2011: 97º
- Giro delle Fiandre

2003: 74º
2004: 93º
- Giro di Lombardia

2007: 76º